# هاناکو-کون وابسته به توالت
هاناکو-کون وابسته به توالت (ژاپنی: 地縛少年花子くん هپبورن: Jibaku Shōnen Hanako-kun) یک مجموعه مانگا ژاپنی اثر آیدایرو است. این مانگا در مجله شونن مانگای اسکوئر انیکس مانتلی جی‌فانتزی از سال ۲۰۱۴ تا کنون در حال ساخت است. این مجموعه مانگا تا آوریل سال ۲۰۲۱ در نوزده جلد تانکوبون جمع آوری شده است. داستان ننه یاشیرو، یک دانش آموز سال اولی که به داستان‌های علوم خفیه علاقه دارد و مشتاقانه برای یک دوست‌پسر آرزو می‌کند، را به دنبال دارد. به‌منظور برآورده شدن این آرزو وی تلاش می‌کند هاناکو-سان را احضار نماید.
این مانگا در آمریکای شمالی توسط ین پرس دارای مجوز می‌باشد. یک مجموعه تلویزیونی انیمه ۱۲ قسمتی بر پایه نسخه مانگا و به کارگردانی ماسائومی آندو توسط استودیوی لرچه دستمایه اقتباس قرار گرفت و از ژانویه تا مارس سال ۲۰۲۰ در حال پخش بود. در دسامبر سال ۲۰۲۲ پروژهٔ جدید انیمه اعلام گردید که بعدها به‌عنوان «راه‌اندازی مجدد» این سریال توصیف گردیده شد. یک انیمهٔ اقتباسی از هاناکو-کون بعد از مدرسه به‌عنوان «اولین بخش» از این پروژه از اکتبر تا نوامبر سال ۲۰۲۳ پخش شد و دنبالهٔ چهارقسمتی این پروژه در اکتبر سال ۲۰۲۴ به نمایش در خواهد آمد. فصل دوم انیمهٔ اصلی نیز در ژانویهٔ سال ۲۰۲۵ به‌نمایش در خواهد آمد.
از فوریهٔ ۲۰۲۴ تاکنون هاناکو-کون وابسته به توالت به فروش بالای ۱۰ میلیون نسخه دست یافته‌است.

## پی‌رنگ
در آکادمی کامومه، شایعات زیادی مرتبط با هفت اسرار مدرسه و وقایع ماوراء طبیعی وجود دارد. ننه یاشیرو، یک دانش آموز سال اولی که چیزهای رمزآلود را دوست دارد و برای یک دوست پسر نیز آرزو می‌کند، هفتمین و مشهورترین سّر مدرسه، هاناکو-سان را احضار می‌کند، یک دختر که ظاهراً گفته می‌شود پس از ارتکاب به خودکشی در حمام پرسه می‌زند و می‌تواند با قیمت مناسب به آرزوها اعطا کند. یاشیرو می‌فهمد که هاناکو-سان شبیه چیزی نیست که شایعات می‌گویند؛ هاناکو یک پسر است. با گذری از وقایع او از لحاظی به هاناکو وابسته می‌شود و به دستیار او تبدیل می‌شود و به او کمک می‌کند تا سوپرنچرال‌های شیطانی را نابود کند و به منظور نگهداری از تعادل میان جهان روح و دنیای انسانی شایعات را تغییر بدهد. در طول راه، یاشیرو درمورد ارتباط خود با دنیای ارواح و رازهای تاریک هاناکو و گذشته‌اش می‌آموزد.

## شخصیت‌ها

### شخصیت‌های اصلی
هاناکو (花子くん Hanako)
صداگذاری شده توسط: مگومی اوگاتا (ژاپنی); جاستین برینر (انگلیسی)
مشهورترین شایعهٔ در مدرسه، هاناکو-کون هفتمین عجایب آکادمی کامومه می‌باشد. طبق شایعات او را می‌توان در غرفه سوم طبقه سوم حمام دختران در ساختمان مدرسه قدیمی با سه‌بار کوبیدن احضار کرد؛ او قادر است در ازای قیمت مناسب آرزوهای احضارگر را برآورده کند. وی قوی‌ترین و رهبر عجایب هفت‌گانه می‌باشد که با یک کارد آشپزخانه و دو هاکو-جودای، گوی‌های روحی که به او در نظارت بر دیگران کمک می‌کنند و او را در مقابل رعد و برق جن‌گیری مقاوم نگه می‌دارند، مبارزه می‌کند. وظیفهٔ هاناکو نظارت بر همهٔ ماوراء طبیعی در مدرسه و حفظ تعادل بین انسان‌ها و آن‌ها می‌باشد. نکته جالب در مورد هاناکو این است که هنگام صحبت کردنش، لحن گوش نوازی دارد و تصوری را ایجاد می‌کند که همیشه در حال آواز خواندن است.
هرچند که او شیطون است، وی جلوی خود را می‌گیرد تا احساسات واقعی خود را پنهان کند و در زیر سطح بسیار جدی است. او وظایف خود را جدی می‌گیرد، خداوند به او قول داده است که اگر به وظایف خود عمل کند از گناهان گذشته پاک خواهد شد. او در مورد زندگی گذشته خود رازدار است. قبلاً، نام او آمانه یوگی (柚木 普 Yugi Amane) بود و او همچنین در آکادمی کامومه شرکت کرد. یک دانش آموز سال دوم راهنمایی در سال ۱۹۶۹، او اغلب با کبودی و بریدگی به مدرسه می‌آمد، بارها توسط شخصی مورد آزار و اذیت قرار گرفته شده بود که حاضر به افشای هویت او نبود. او علاقه عمیقی به نجوم داشت و رویاهایی داشت که یک فضانورد شود و به ماه برود. به گفته تسوچیگوموری، چهارمین عجایب و معلم خانه او در آن زمان، قرار بود که هاناکو یک معلم علوم شود، تا اینکه سرنوشت او به دلایل نامعلومی تغییر کرد. او برادر دوقلوی کوچکترش، سوکاسا یوگی را کشت و در جوانی مرد. هاناکو تنها فرد شناخته شده‌ای است که تا به حال سرنوشت خود را تغییر داده است.

نِنِه یاشیرو (八尋 寧々 Yashiro Nene)
صداگذاری شده توسط: آکاری کیتو (ژاپنی); تیا بالارد (انگلیسی)
ننه یاشیرو یک دانش‌آموز سال اولی دبیرستانی در آکادمی کامومه می‌باشد. وی هاناکو را احضار می‌کند و آرزو می‌کند تا کراشش ترو میناموتو احساساتش را برگرداند. وی طی رویداد غیر منتظره‌ای یک پولک پری دریایی را می‌بلعد که منجر می‌شود نفرین پری دریایی او را تبدیل به ماهی کند و هاناکو برای برآورده کردن آرزوی جدید یاشیرو یک پولک از همان پری دریایی می‌بلعد تا با هدف جلوگیری از گسترش اثرات نفرین بر روی یاشیرو، خود را درگیر نفرین یاشیرو کند و همچنین به وی اجازه می‌دهد انسان باقی بماند مگر اینکه در آب غوطه‌ور شود. هاناکو بعد از پیوند دادن روح خود به یاشیرو، وی را به دستیار انسانی خود تبدیل می‌کند. یاشیرو به‌منظور تحت کنترل نگه داشتن شایعات با هاناکو همکاری می‌کند تا شایعات جدیدی در رابطه با سوپرنچرال‌های مدرسه ایجاد کند و برخی شایعات را نیز تغییر بدهد. وی می‌تواند منبع قدرت یکی از عجایب مدرسه یعنی یوریشیرو را از بین ببرد، و هنگامی که این کار را انجام داد به خواب فرو رفت و خاطرات مرتبط با یوریشیرو را مشاهده نمود.
وی دو موگیر شبیه به ماگاتاما و یک سنجاق جمجه روی یونیفرم مدرسه‌اش بر تن می‌کند. یاشیرو دختری بسیار مثبت، حساس و با ملاحظه است. او عمیقاً بی‌اعتماد به نفس است و واقعاً می‌ترسد که هیچ‌کس هرگز وی را دوست نداشته باشد؛ وی پس از درگیر شدن با نفرین به هاناکو اعتراف می‌کند که می‌داند آرزوی واقعی خود چه بوده: وی کسی، هرکسی را میخواسته که بتواند احساساتش را بازگرداند، صریحاً نه فقط ترو. یاشیرو به‌دلیل مچ پاهای بزرگ خود از اعتماد بنفس کمی برخوردار بوده و به همین خاطر در این مجموعه اغلب با دایکون‌ها مقایسه می‌شود. آئویی آکانه بهترین دوست یاشیرو است، که ایشان علاقه دارد شایعات جدید را به یاشیرو بگوید.
علیرغم دست انداختن‌های خستگی ناپذیر هاناکو، و مخصوصاً اینکه مکرراً ادعا می‌کند هاناکو به تیپش نزدیک نیست، شدیداً به هاناکو اهمیت می‌دهد و پس از کسب اطلاعات درمورد گذشتهٔ او، دلش می‌خواهد تا بتواند از او محافظت کند. وی نسبت به تغییرات در شخصیت هاناکو بسیار شهودی و حساس است و هر وقت اطلاعات در رابطه با زندگی گذشته او کسب می‌کند از صمیم قلب تحت تاثیر قرار می‌گیرد.

کو میناموتو (源 光 Minamoto Kō)
صداگذاری شده توسط: شویا چیبا (ژاپنی); تایسون رینهارت (انگلیسی)
کو میناموتو یک دانش آموز سال سومی در بخش راهنمایی آکادمی کامومه و دومین پسر بزرگ خانواده‌ای که شامل جن‌گیران قوی‌ای می‌شود که باور دارند تمامی فراطبیعیان ذاتاً شیطانی هستند یعنی قبیله میناموتو می‌باشد. او از یک نیزه به اسم رایتیجو استفاده می‌کند، این نیزه اسلحه‌ای می‌باشد که در خانواده میناموتو به ارث رسیده است و قدرت معنوی صاحب را به صاعقه‌ای تبدیل می‌کند که فراطبیعیان را از بین می‌برد. کو که توسط برادر بزرگترش ترو مأموریت می‌یابد تا تمامی عجایب هفت‌گانه را از بین ببرد و تلاش می‌کند هاناکو را جن‌گیری کند اما قدرت معنوی کافی را برای انجام این کار ندارد. اما تسلیم نمی‌شود و برای چند به هاناکو و یاشیرو در مدرسه می‌پیوندد و متوجه می‌شود که هاناکو به نظر یک فراطبیعی «شیطانی» نیست. در نتیجه کو عهد می‌بندد قبل از جن‌گیری هاناکو و دیگر فراطبیعیان (مثلاً میتسوبا) اطلاعات بیشتری کسب کند که این امر نیز باعث نارضایتی برادرش شد.
وقتی کو، میتسوبا را در حال سرگردانی در کنار لاکرها می‌بیند به او پیشنهاد می‌کند که میتسوبا روزش را با او بگذارند تا آخرین پشیمانی خود را تمام کند و با آرامش از آن عبور کند. این دو در سال اول در یک کلاس خانه قرار داشتند و کو به خاطر عدم توجه به او آن زمان احساس گناه می‌کند. پس از اینکه سوکاسا، برخلاف میل میتسوبا، او را به یک فراطبیعی خشن تبدیل می‌کند، کو، هاناکو را در حال نابود کردن میتسوبا تماشا می‌کند و به خاطر از دست دادن دوستش ویران می‌شود. او که از این ماجرا غضبناک و ناراحت است، تعهد می‌بندد که خود را قوی تر کند تا موفق به نابود کردن فراطبیعیان شیطانی مانند سوکاسا شود.
کو فردی عدالت خواه با شخصیتی شجاع و مهربان است، گرچه به دلیل بی‌تجربگی و قدرت معنوی کم خود اغلب در دردسر می‌افتد. وقتی او هاناکو را بدجنس یا منحرف تفسیر می‌کند، از یاشیرو محافظت می‌کند. یک شوخی تکرار شونده در این سریال درمورد گوشواره وی در گوش راستش می‌باشد که یک اوماموری، که بر رویش «交通» (ترافیک) نوشته شده است، می‌باشد.

### شخصیت‌های منفی
سوکاسا یوگی (柚木 つかさ Yugi Tsukasa)
صداگذاری شده توسط: مگومی اوگاتا (ژاپنی); آستین تیندال (انگلیسی)
برادر دوقلو همسان کوچکتر هاناکو می‌باشد. زمانی که آنها زنده بودند، ظاهراً بسیار به یکدیگر نزدیک بوده اند تا اینکه او توسط هاناکو کشته شد. وی سرزنده و نیز به شدت کودکانه می‌باشد، اما شخصیتش سریع تغییر می‌کند تا جنبه‌ای ناراحت کننده و مغشوش را نشان بدهد. وی به تاثیرات فکر نمی‌کند و از روی هوی و هوس عمل می‌کند، تصمیمات وی به کشتن چیزها صرفاً به دلیل این می‌باشد که احساس می‌کند سرگرم کننده است. دوقلوها عقاید متضادی دارند؛ در حالی که هاناکو بر اهمیت حفظ تعادل صلح آمیزی میان انسان‌ها و فراطبیعیان تاکید دارد، سوکاسا معتقد است که این دو باید همانطور که می‌خواهند رفتار کنند، حتی اگر این اعتقاد ویرانی عظیمی به بار بیاورد. در حالی که هاناکو آرزوی زندگان را برآورده می‌کند، سوکاسا آرزوی مردگان را برآورده می‌کند. وی یک کیمونوی آستین کوتاه با هاکامای خاکستری و همراه با یک پیراهن سفید زیر آن می‌پوشد. برعکس هاناکو، او سیل سیاهی بر روی گونه راست خود دارد و از دو کوکو-جودایی سیاه استفاده می‌کند. سوکاسا با دستیارش، ساکورا کار می‌کند تا شایعات مربوط به فراطبیعیان در مدرسه را برای اهدافش تغییر بدهد.

## رسانه‌ها

### مانگا
هاناکو-کون وابسته به توالت توسط آیدایرو نوشته و تصویرگری شده است. مجموعه در ژوئیه سال ۲۰۱۴ توسط مانتلی جی‌فانتزی، توسط اسکوئر انیکس آغاز شده بوده است و در ۱۸ ژوئن سال ۲۰۱۴ منتشر شده است. اسکوئر انیکس چپترهای این مجموعه مانگا را در جلدهای تانکوبون شخصی گردآوری کرده است. اولین جلد در ۲۲ مه سال ۲۰۱۵ منتشر شد. جلد ۰ در ۲۷ دسامبر سال ۲۰۱۹ منتشر شد. از ۲۷ مه ۲۰۲۰ تاکنون پانزده جلد منتشر شده اند.
در آمریکای شمالی، ین پرس در ژوئیه سال ۲۰۱۷ اعلام کرد که آن‌ها مانگا را به صورت دیجیتالی منتشر خواهند کرد. در ژوئیه سال ۲۰۱۹، ین پرس تاریخ انتشار چاپ مجموعه را اعلام کرد.
یک اسپین‌آف از این مجموعه مانگا با عنوان «هوکاگو شونن هاناکو-کون» در ۲۷ اوت سال ۲۰۱۹ راه اندازی شد و این اسپین‌آف توسط ین پرس با عنوان هاناکو-کون بعد از مدرسه دارای مجوز شد و در آوریل سال ۲۰۲۱ منتشر گردید.

### انیمه
یک مجموعه تلویزیونی انیمه اقتباس شده در ۱۸ مارس ۲۰۱۹ در نشریه آوریل مجله مانتلی جی‌فانتزی اعلام شد. مجموعه توسط استودیو لرچه به حرکت در آمد و توسط ماسائومی آندو کارگردانی شد، و به همراه یاسوهیرو ناکانیشی سریال دستمایه ترکیب‌بندی قرار گرفت، مایوکا ایتو نیز شخصیت‌ها را طراحی کرد. هیروشی تاکاکی نیز موسیقی را تنظیم کرده است. این مجموعه تلویزیونی از ۹ ژانویهٔ ۲۰۲۰ تا ۲۶ مارس ۲۰۲۰ در تی‌بی‌اس، سان و سی‌بی‌سی به نمایش در آمد. گروه «چیباکو شونن» قطعه تیتراژ سریال، «شماره ۷» را اجرا کرد و در همین حال آکاری کیتو آهنگ قطعه تیتراژ پایانی سریال «نور کوچک» را اجرا کرد. فانیمیشن مجوز سریال را برای سیمل‌دب صادر کرده بود. پس از خرید کرانچی‌رول توسط سونی، این مجموعه به کرانچی‌رول منتقل گردید.
پروژهٔ جدید انیمه این مجموعه در دسامبر سال ۲۰۲۲ اعلام گردید که متعاقباً به‌عنوان «راه‌اندازی مجدد» توصیف شد. در اوت سال ۲۰۲۳ یک انیمه سریالی اقتباسی از هاناکو-کون بعد از مدرسه اعلام گردید و به‌عنوان «اولین بخش» از این مجموعه توصیف شد. این انیمه سریالی با تهیه‌کنندگی لرچه و کارگردانی ماساکی کیتامورا و فیلم‌نامه نویسی کازوما ناگاتومو همراه بود و شخصیت‌ها توسط آیا هیگامی که به‌عنوان کارگردان ارشد انیمیشن هم کار می‌کرد طراحی شده بودند و موسیقی هم توسط هیروشی تاکاکی ساخته شده بود. این انیمه سریالی از ۱۳ اکتبر تا ۳ نوامبر سال ۲۰۲۳ در قالب قسمت‌های ۱۰ دقیقه‌ای از شبکه تی‌بی‌اس به‌مدت ۴ هفته پخش شد، آکاری کیتو، یوری یوشیدا، چیتوز موریناگا و مای کانازاوا نیز تیتراژ پایانی انیمه را به‌نام «کوی! کوی کوی» (来い！濃い恋, «عشق جاودان، بیا پیش من!») اجرا کردند. مجوز این سریال متعلق به کرانچی‌رول می‌باشد.
در نوامبر سال ۲۰۲۳ خبری مبنی بر دنباله‌ای چهارقسمتی برای هاناکو-کون بعد از مدرسه اعلام گردیده شد که قرار است در ۷ اکتبر ۲۰۲۴ به نمایش درآید. برای فصل دوم انیمه اصلی نیز مجوز صادر شده‌است. دومین فصل انیمهٔ اصلی در ژانویهٔ سال ۲۰۲۵ به نمایش در خواهد آمد.

## پذیرش

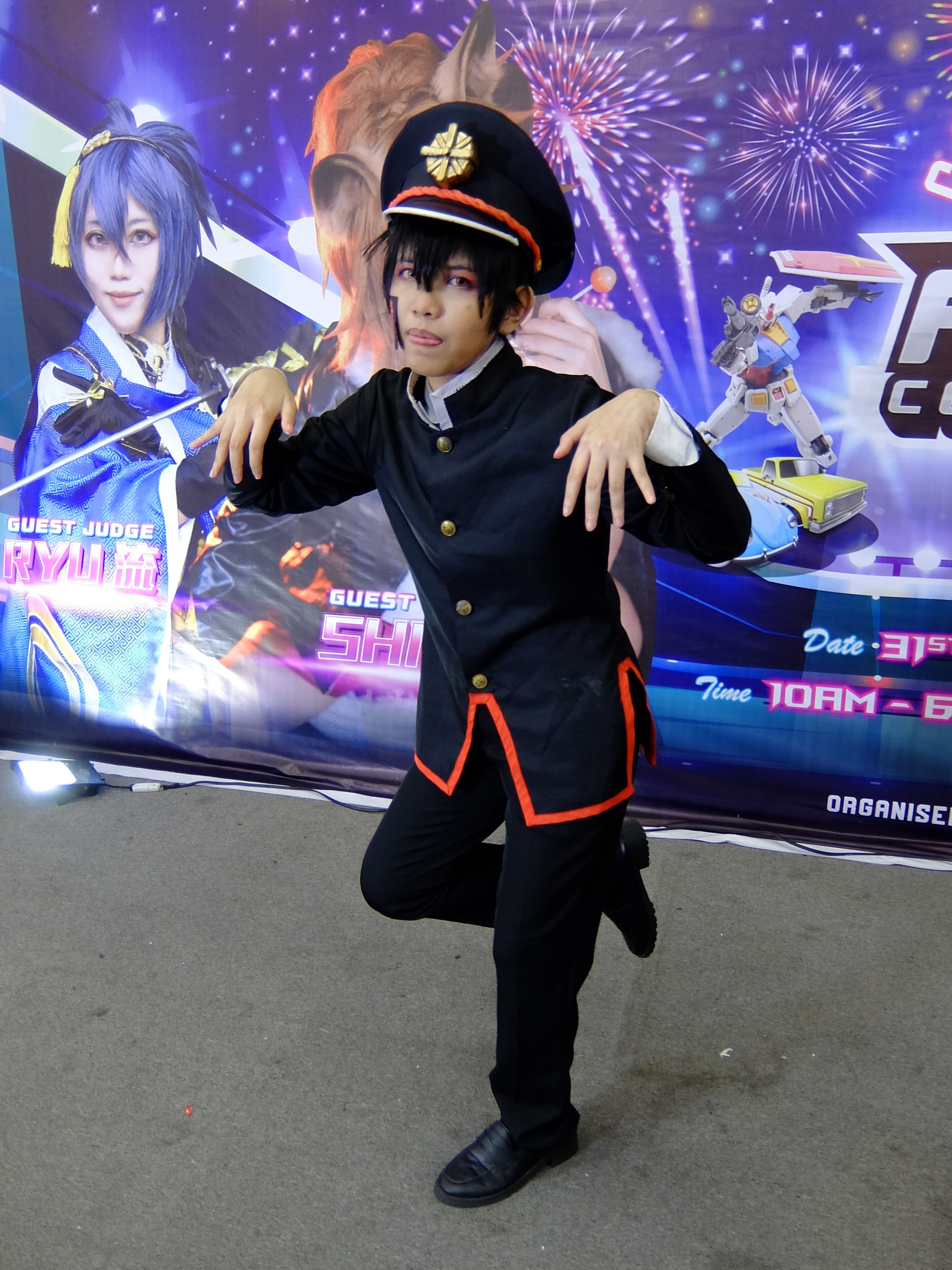
کاسپلی شخصیت هاناکو در جوهر، مالزی ۲۰۲۲

از اوت سال ۲۰۲۲، هاناکو-کون وابسته به توالت به فروش بالای ۸ میلیون نسخه در سرتاسر جهان دست پیدا کرده است.
این مجموعه در نظرسنجی «انیمه‌های اقتباسی که واقعاً نیاز داریم» انیمه‌جپن در سال ۲۰۱۹ به رتبهٔ پنج دست یافت.
الکس جونز در نقد و بررسی نئو از انیمهٔ سریالی این مجموعه، سریال و شخصیت‌ها را به‌خاطر گیرا بودن و همچنین ویژگی‌های بصری منحصربه‌فرد تحسین کرد، و هاناکو-کون را با یک کتاب کمیک جان گرفته با استفاده از طرح‌های ضخیم، رنگ‌های پرطراوت و با شخصیت‌هایی با نسبت‌های مجزا و متفاوت مقایسه کرد.
اولین کلکسیون جعبه‌ای منتشر شده از این مجموعه توسط ین پرس در سال ۲۰۲۴ نامزد جایزهٔ جایزه آیزنر در بخش «بهترین طراحی در صنعت نشر» شد.